# Stade de l'université Akdeniz
Le stade de l'université Akdeniz (en turc : Akdeniz Üniversitesi Stadyumu) est un stade situé dans la ville d'Antalya en Turquie. Il héberge le club du Medical Park Antalyaspor. 
Le stade possède une capacité de 7 083 spectateurs. Le stade appartient à l'université Akdeniz mais a signé un contrat de 2 ans avec le club du Medical Park Antalyaspor à partir de juin 2012.